# Pilot 756 SE
Pilot 756 SE är en svensk lotsbåt som byggdes 1985 som Tjb 756 av AB Holms Skeppsvarv, Råå, Helsingborg för Sjöfartsverket i Norrköping. Tjb 756 stationerades vid Gävle lotsplats, Bönans lotsstation. År 1999 genomgick båten en ombyggnad och fick då en ny styrhytt och en ny däckskran. De gamla Scaniamotorerna byttes mot en Caterpillar. År 2005 döptes båten om till Pilot 756 SE.